# 珀伊
珀伊（法語：Pœuilly，法語發音：[pœji]）是法国上法蘭西大區索姆省的一个市镇，属于佩罗讷区。

## 地理
珀伊（49°52'54"N, 3°6'20"E）面积6.22 平方千米，位于法国上法蘭西大區索姆省，该省份为法国北部沿海省份，北起加来海峡省和北部省，西接滨海塞纳省和大西洋英吉利海峡，南至瓦兹省，东临埃纳省。
与珀伊接壤的市镇（或旧市镇、城区）包括：科兰古、特雷夫孔、韦尔芒、贝尔讷、昂库尔、弗赖涅昂韦尔芒杜瓦。

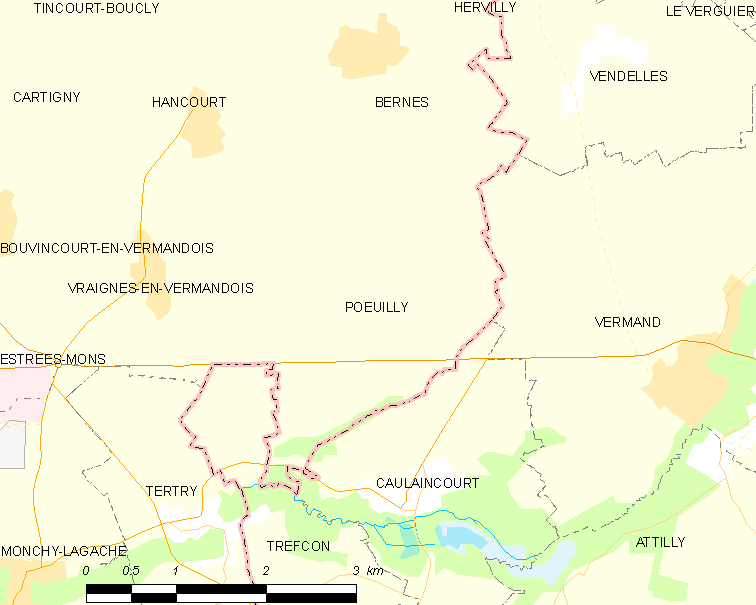
珀伊的OSM定位图

珀伊的时区为UTC+01:00、UTC+02:00（夏令时）。

## 行政
珀伊的邮政编码为80240，INSEE市镇编码为80629。

## 政治
珀伊所属的省级选区为佩罗讷县。

## 人口

1962-2008年间珀伊人口变化图示

珀伊于2022年1月1日时的人口数量为104人。